# ابن ظفر الصقلي
أبو عبد الله محمد بن عبد الله بن ظفر الصقلي (1104م - 1172م)  (497هـ -565هـ )هو أديب عربي كان مستشارا  لأبي القاسم بن علي القرشي ، حاكم صقلية العربي، أيام حكم العرب للجزيرة. من مؤلفاته سلوان المطاع في عدوان الأتباع الذي يعتبر البعض أن ميكيافيللي أعتمد عليه كثيرا في كتابه الشهير (الأمير) المتعلق بأمور الحكم والسياسة.
ترك ابن ظفر صقلية بعد سقوط الحكم العربي بها في سنة 1160م، ورحل إلى مدينة حماة السورية ومات بها.